# منطقه اوموساتی
منطقه اوموساتی (به لاتین: Omusati Region) یکی از منطقه‌های نامیبیا است که در شمال این کشور واقع شده‌است. منطقه اوموساتی ۲۶٬۵۵۱ کیلومتر مربع مساحت و ۲۴۲٬۹۰۰ نفر جمعیت دارد.